# Luís Miguel Silva Mendonça
Luís Miguel Silva Mendonça, hay Luís Miguel (sinh ngày 24 tháng 9 năm 1991) là một cầu thủ bóng đá người Bồ Đào Nha thi đấu cho Camacha ở vị trí tiền vệ.

## Sự nghiệp bóng đá
Ngày 17 tháng 3 năm 2013, Luís Miguel có màn ra mắt cho Marítimo B trong trận đấu tại Giải bóng đá hạng nhất quốc gia Bồ Đào Nha 2012–13 trước Freamunde, anh vào sân thay cho José Tiago (phút thứ 58).